# Костел Богоматері Королеви Польщі в Кракові (Ковчег Господній)
50°05′06″ пн. ш. 20°01′45″ сх. д. / 50.085° пн. ш. 20.02911111° сх. д.

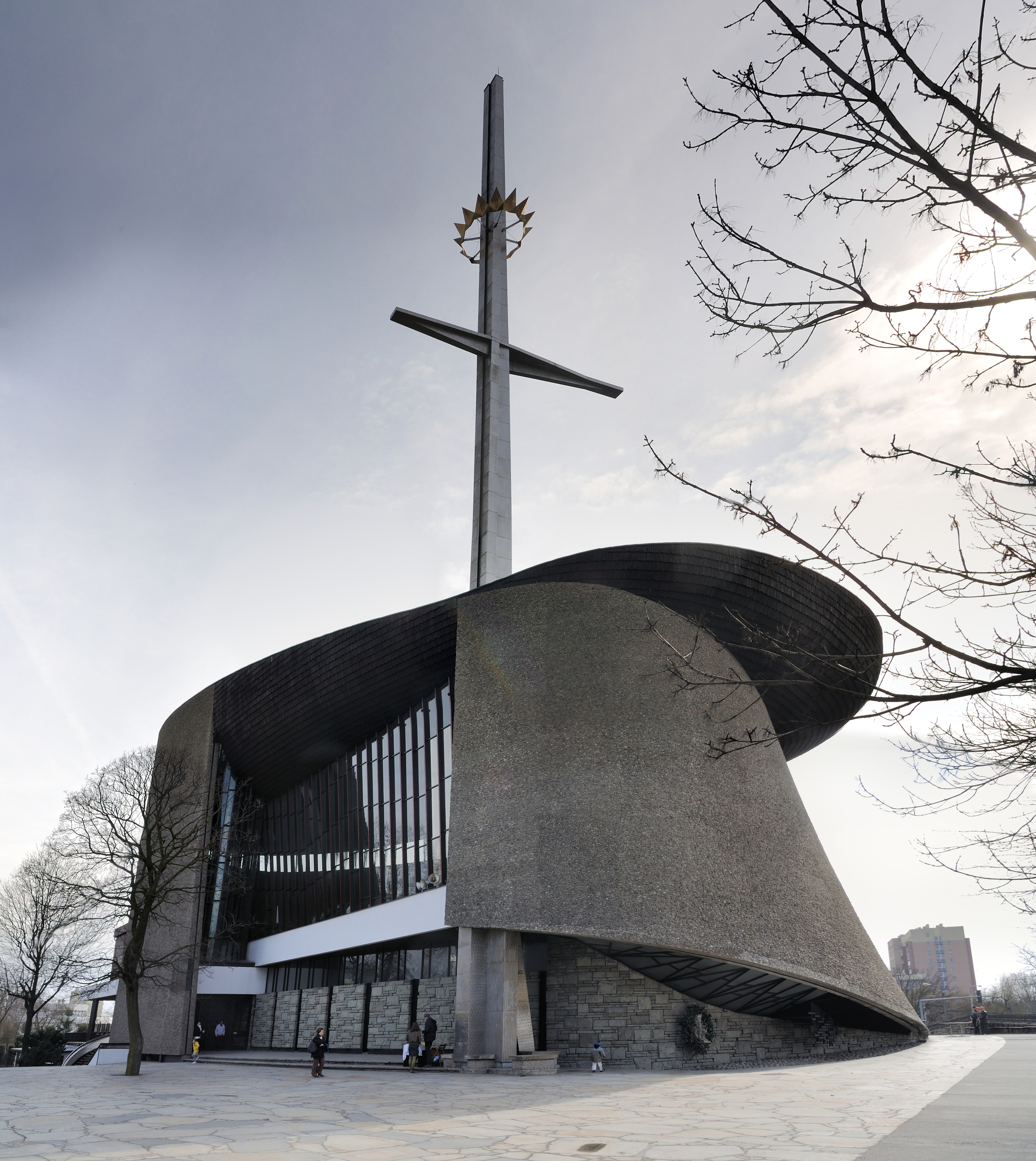
Вид на костел із заходу

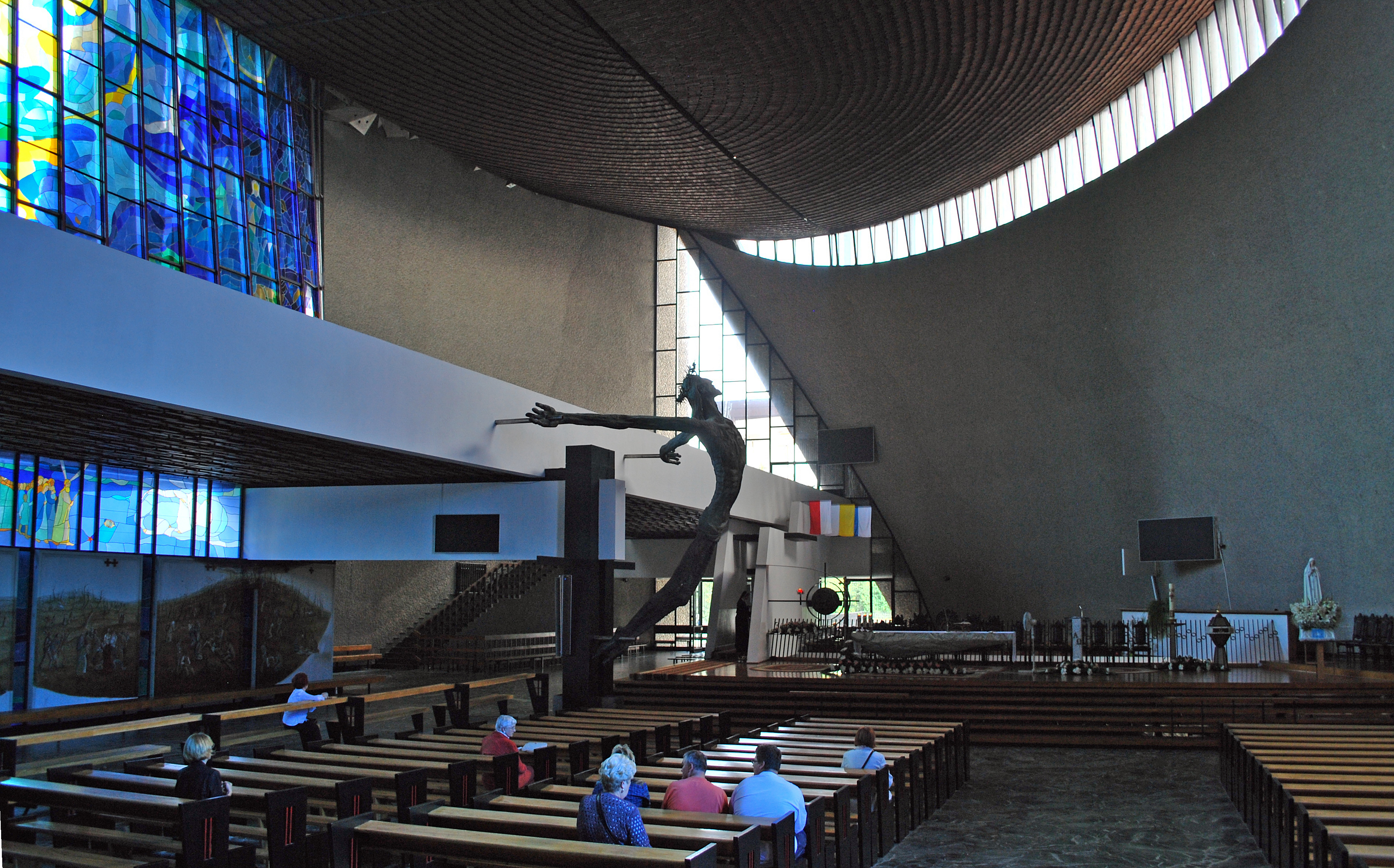
Інтер'єр костелу

Костел Матері Божої Королеви Польської (Ковчег Господній) — римо-католицький парафіяльний костел, розташований у Кракові в XVI Бенчицькому районі на вулиці Оборонців Хреста, 1.

## Історія

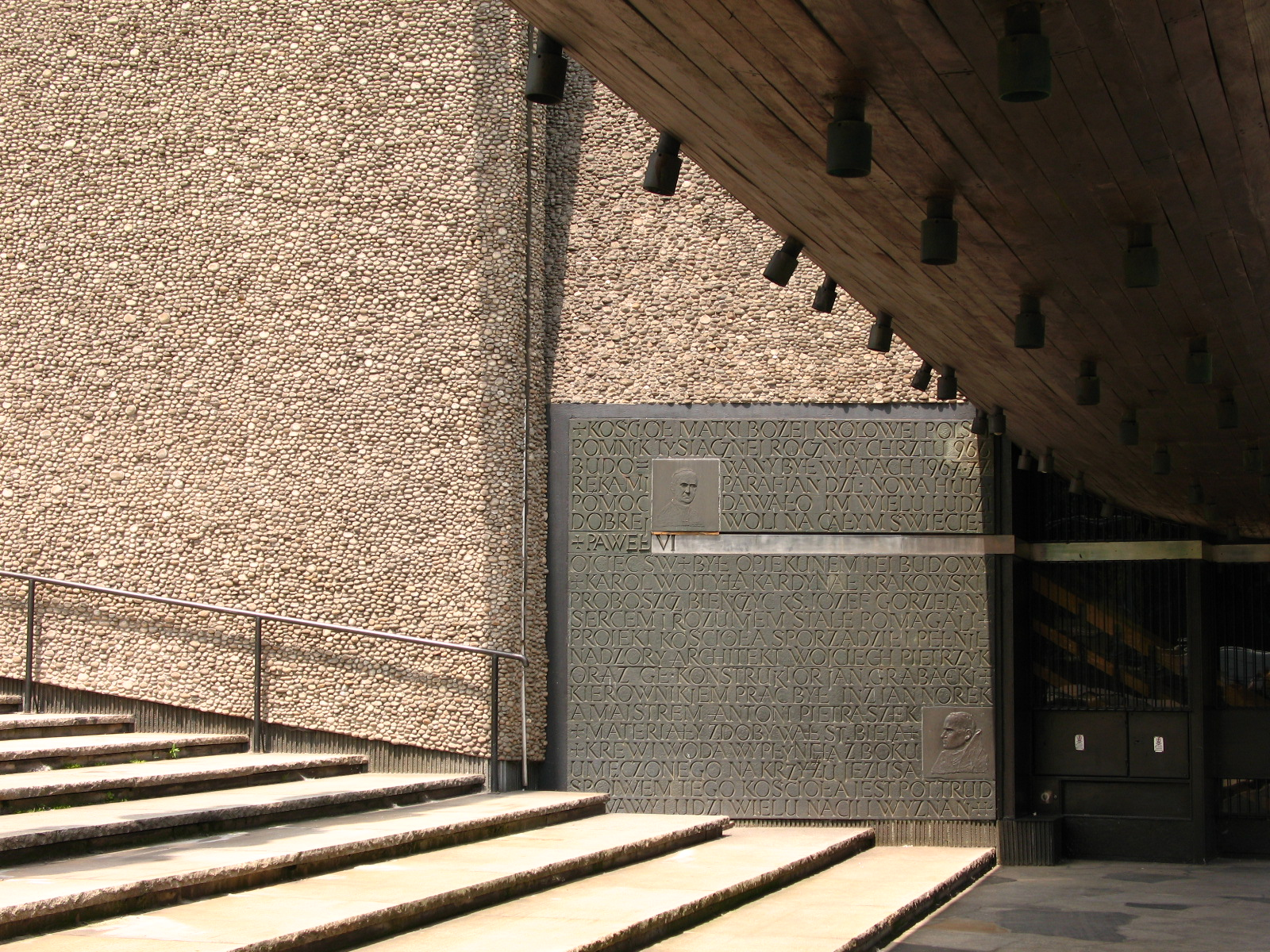
Меморіальна дошка будівничим

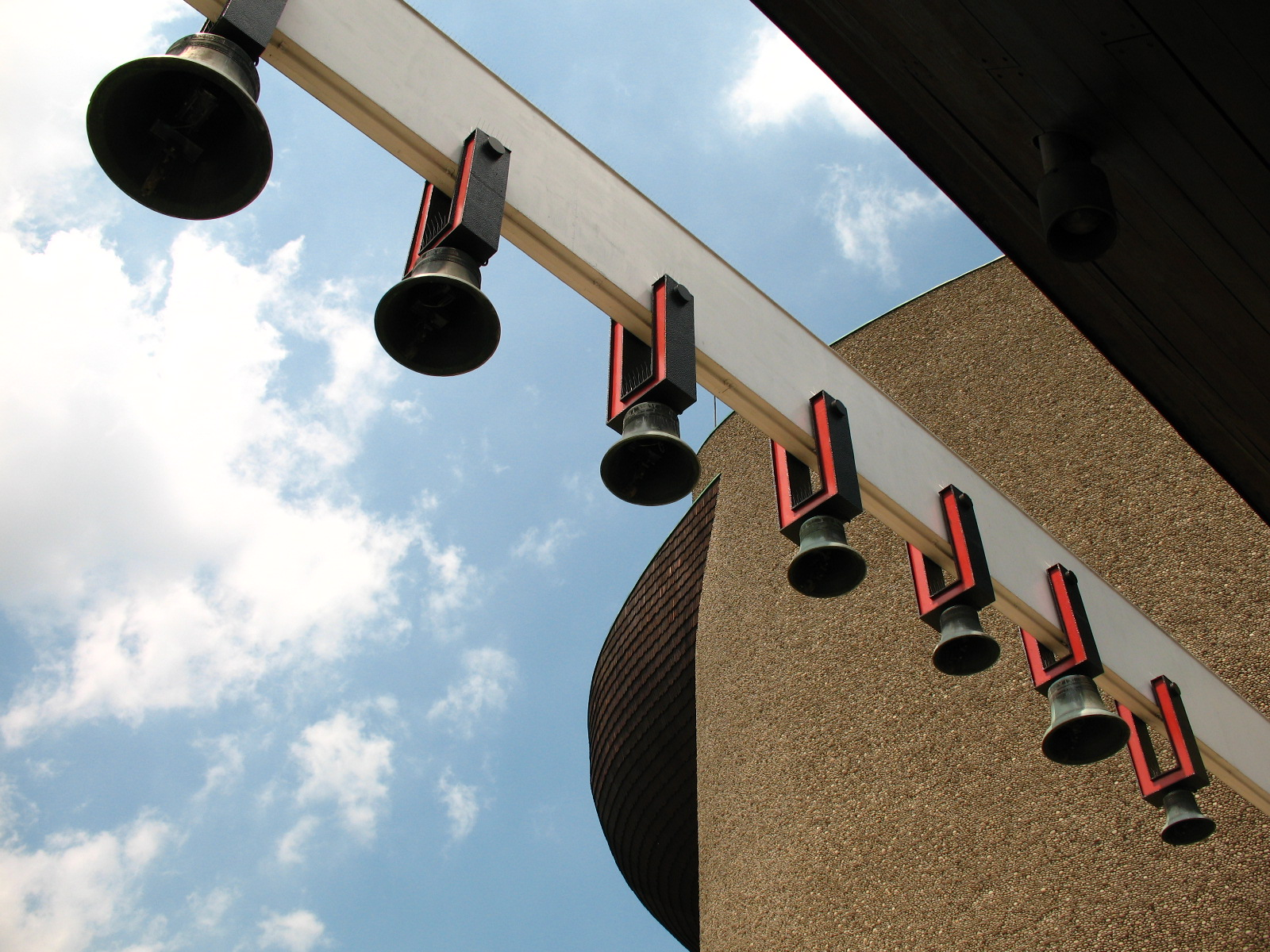
Дзвони при вході до костелу

Це був шостий і перший новозбудований храм у робітничому районі міста Кракова — Новій Гуті. Заснований з ініціативи о. Юзефа Гожеляного в 1967—1977 роках за проєктом архітектора інженера Войцеха Петшика. Дах будівлі робить костел схожим не тільки на ковчег, а й на каплицю в Роншані, спроєктовану Ле Корбюзьє.
Історія створення храму пов'язана з обороною жителями Нової Гути 1960 року хреста на тому місці, де спочатку мав бути костел, комуністична влада дозволила будівництво храму, але в іншому місці. 18 травня 1969 року архієпископ Краківський кардинал Кароль Войтила заклав наріжний камінь із базиліки св. Петра у Ватикані, освячений Папою Павлом VI.
15 травня 1977 року кардинал Кароль Войтила освятив костел, надавши йому назву Матері Божої Королеви Польщі.

## Костел
Будівля має площу 1300 м² і може одночасно вмістити приблизно 6 000 осіб.
Над храмом височіє 70-метровий хрест-щогла, який також є конструктивною основою Ковчега Господнього. До церкви ведуть сім дверей — символ семи таїнств, сім сходинок ведуть до вівтаря — символ семи дарів Святого Духа.
Вівтар висічений із цілісної брили каррарського мармуру з Італії та стилізований у формі плоскої руки. У скинії, відлитій із бронзи у формі кулі, оточеної сталевими кільцями, виблискує камінь з Місяця, подарований кардиналу Каролеві Войтилі Папою Павлом VI, який, у свою чергу, отримав його від команди американського корабля «Аполлон-11». За макроскопічною діагностикою «місячний камінь» являє собою скупчення великих кристалів піриту, склеєних з уламком дрібнокристалічного конкременту з того самого матеріалу . Це також точно не рутиловий кристалічний агрегат. Через ці результати досліджень інформація про позаземне походження каменю є досить сумнівною.
Праворуч від вівтаря висить на двох сталевих канатах ікона Богоматері — копія ікони в костелі у Збаражі.
У центральній частині костелу встановлено монументальну скульптуру під назвою «З життя в життя» — постать Христа Розп'ятого — професора Броніслава Хромого. Бічні стіни вкриті Хресною дорогою краківського художника Маріуша Ліпінського, виконаною у 1980—1983 роках.
Подарунок католиків із Португалії — чудотворна статуя Матері Божої Фатімської, розміщена в спеціальному гроті, урочиста коронація якої відбулася 13 вересня 1992 року.
У підвалі костелу є «Каплиця Примирення», у якій розміщені дерев'яні «Piety Polski» роботи Антонія Жонси (пол. Antoni Rząsa), а також маленька статуя Матері Божої Бронярної, зроблена з куль, витягнутих із ран солдат II корпусу, що бились за монастир у Монте-Кассіно.
На сходах до костелу встановлено пам'ятник Іванові Павлу II, відкритий 16 жовтня 2009 року за участи кардинала Станіслава Дзівіша.

### Органи
Орган був виготовлений у 1979 році німецькою компанією «Rudolf von Beckerath Orgelbau» з Гамбурга. Інструмент має 44 голоси в чотирьох звукових секціях, 3 244 труби, механічний трекер гри та трекер електричного регістру з пам'яттю «Setzer». Орган освятив 25 листопада 1979 року кардинал Францішек Махарський.

### Дзвони (карильйони)
Дзвони, вивішені на передній стіні костелу, є подарунком голландських і бельгійських католиків. Кожну повну годину (з 6:00 до 21:00) лунають мелодії відомих церковних співів. Їх вісім, а назви їх походять від імен найвидатніших будівельників храму:
- Войцех (Пєтшик) — архітектор;
- Юзеф (Гожеляний) — ініціатор будівництва храму та перший парох;
- Лонні (Глязер) — співорганізатор матеріальної підтримки будівництва костелу з Австрії;
- Ян (Норек) — керівник будови;
- Бруно (Грикса) — засновник дзвону;
- Антоній (Пєтрашек) — будівельний майстер;
- Кароль (Войтила) — кардинал, архієпископ Краківський;
- Stanisław (Бєля) — основний будівельний постачальник.

## Нагороди
Костел відзначений такими нагородами:
- Нагорода Пілграма — нагорода архієпископа Відня, кардинала Франца Кеніга архітектору костелу Войцехові Петшику;
- Премія Асоціації «Карітас» ім. Брата Альберта за сакральне будівництво та декор.

## Виноски
1. ↑  https://pl.wikipedia.org/w/index.php?title=Kościół_Matki_Bożej_Królowej_Polski_w_Krakowie_(Arka_Pana)&oldid=59131038
2. 1 2  Rajchel, Jacek (2005). Kamienny Kraków. Kraków: UWND AGH, Jacek Rajchel. с. 132. ISBN 83-86774-40-1. ISBN 83-89388-54-5.
3. ↑  Kordaszewski, Marian (1995, 2002). „Arka Pana”. Przewodnik. Historia i symbolika. Kraków.